# Карамышевский проезд
Кара́мышевский прое́зд — улица на западе Москвы в районе Хорошёво-Мнёвники Северо-Западного административного округа. Находится между Карамышевской набережной и проспектом Маршала Жукова. Здесь находится Храм Живоначальной Троицы в Хорошёве.

## Происхождение названия
До 1965 года назывался Центральная улица. Современное название дано по прилеганию к Карамышевской набережной.

## Расположение
Основная часть Карамышевского проезда соединяет набережные Новикова-Прибоя и Карамышевскую и фактически является продолжением последней. Проезд начинается от проспекта Маршала Жукова у Хорошёвского моста, проходит на юго-восток под эстакадой Живописного моста, затем налево под острым углом отходит Карамышевская набережная, а проезд идёт севернее параллельно улице Мнёвники (соединён с последней небольшим проездом) до улицы Саляма Адиля, где заканчивается.